# Giovanni Marinelli
Giovanni Marinelli (Udine, 28 de febrer 1846 – Florència, 2 de maig 1900), fou un conegut geògraf furlà.
Estudià a Udine i esdevingué professor universitari de geografia primer a Pàdua i després a Florència, on fou alpinista i parlamentari liberal per Udine i Glemone del 1890 al 1900. Es creu que va pujar al voltant de 70 cins dels Alps Juliis i Càrnics. També fou director de "Rivista geografica italiana" i fundador de la Societât pai Studiis Gjeografics e Coloniâls, i president de Societât Alpine Furlane des del 1875.
Va fer nombrosos estudis de recerca sobre les muntanyes furlanes i va construir els primers observatoris meteorològics a Tumieç, Pontebe i Dimpeç. Fou un gran divulgador, organitzador i coordinador dels millors geògrafs italians que realitzaren "La Terra" primera veritable enciclopèdia italiana de geografia.
És el pare del també geògraf friülès Olinto Marinelli.

## Obres
- Saggio di cartografia della regione veneta, Venècia 1881;
- La più alta montagna del Friuli, Pagine friulane XII, 1888;
- La terra. Trattato popolare di geografia universale..., en set llibres, Milà 1889;
- Guida del Canale del Ferro, Udine 1894;
- Una carta del Friuli del sec. XVI, Pagine friulane I, 1894;
- Guida della Carnia, Florència 1898.